# توشيم الصلبة

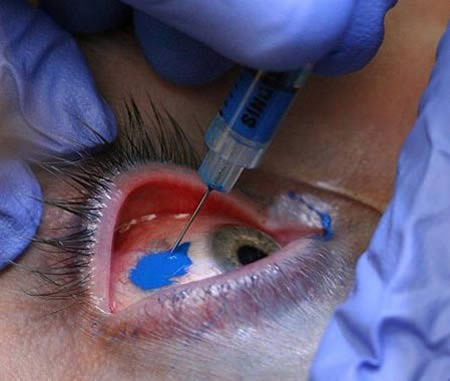
توشيم الصُّلْبة

تَوشيم الصُّلْبَة أو توشيم صُلْبَوِي هي إجراءٌ توشيم صُلْبة العين، وهي الجزء الأبيض في عين الإنسان. لا تُحقن الصبغة في الأنسجة، ولكن بين طبقتين من العين حيث تنتشر على مساحةٍ كبيرة. يُعد هذا الإجراء غيرُ شائعٍ؛ وذلك لقلة وجود المحترفين القادرين على تنفيذه.

## التاريخ
نشرت مجلةُ بودي موديفيكيشن إيزين [الإنجليزية] (اختصارًا BMEzine) في أواخر عام 2007 ميلاديًا مقالًا يصف التجارب الثلاثة الأولى لإجراء التوشيم الصُلْبَوِي، والتي أُجريت على عيونٍ سليمة، حيث كان فنانةٌ تعرف باسم لونا كوبرا قد جربت الإجراء على ثلاثة متطوعين، هم: شانون لارات وجوشوا ماثيو ران وبول موري (المعروف حاليًا باسم فرح فلوليس). خطرت الفكرة لشانون لارات بعد إجراء جراح العيون الهولندي جيريت آر. جي. ميليس بزرع مجوهراتٍ في عين زوجته آنذاك راشيل لارات. تشبه هذه التقنية الطريقة المعمول بها والتي يُمارسها جراحو العيون الذين يستخدمون زرعاتٍ على مرضاهم الذين يُعانون من مشاكل مختلفة بالعين، مع اختلاف أنها تُجرى لأسبابٍ تجميليةٍ على عيونٍ سليمةٍ مع غرساتٍ مرئية. أدخل لها قطعةً صغيرةً من المجوهرات البلاتينية الرقيقة فوق الصُلبة، وهي الطبقة البيضاء للعين، وتحت الملتحمة، وهي طبقةٌ شفافةٌ تُغطي الصُلبة. تضمنت الطريقة التي طورها ميليس، وهي حقنُ قطرةٍ صغيرةٍ من محلولٍ ملحيٍ لإنشاءٍ جيبٍ مملوء بالسوائل قبل إدخال الغرسة في هذا الجيب، والذي سيتقلص تدريجيًا لتظهر المجوهرات فقط. تخيلَّ شانون استبدال المحلول الملحي بالحبر، والذي سينتشر ليُظهر طبقةً ملونةً بين الصلبة والملتحمة، مما يُعطي بياض العين لونًا جديدًا.
كان شانون لارات من مُحبي رواية «كثيب» لفرانك هربرت، لذلك استعمل شانون الفوتوشوب لتعديل لون عيونه في صوره الخاصة لتبدو زرقاء اللون مثل عيون شخصية فريمن (Fremen) في الرواية. حاول بعدها مع لونا كوبرا اكتشاف كيفية تلوين عينيه بالأزرق بشكلٍ دائم، حيث وافقت لونا في النهاية على تجربت الأمر إذا تمكنَّ شانون من العثور على شخصين آخرين على استعدادٍ لخوض التجربة أيضًا (لا يزال فرح فقط على قيد الحياء من بين هؤلاء الثلاثة، مما يجعله الشخص الوحيد عالميًا والذي لديه وشمُ صلبوي طوال هذه الفترة الزمنية). تُوفيَّ كلٌ من شانون لارات وماثيو ران لأسبابٍ لا علاقة لها بالإجراء.
جربت لونا كوبرا إجراءين مختلفين، الأول يتضمن تغطية الإبرة بالحبر وثقب العين، وكانت هذه الطريقة غيرُ ناجحةٍ، لذلك حاولت استعمال إجراءٍ آخر، حيث حقنت الصُلبة بالصبغة الزرقاء، وكان هذا الإجراء ناجحًا. يذكر شانون لارات في المقال بأنَّ هذه الإجراءات كانت «غير مؤلمةٍ بشكلٍ جيد؛ وذلك لأنه لا توجد نهايات عصبية في سطح العين». حدثت بعض الآثار بعد الإجراء، تضمنت ألمًا «بسيطًا إلى حد ما» وكدماتٍ وشعورٍ بعدم الراحة. كما يظهر بأنَّ المؤلف، والذي خضع للإجراء بنفسه، كان لديه بعض البثور بين الصلبة والملتحمة. أشار المؤلف مرتين إلى المخاطر والمضاعفات المحتملة، أهمها العمى، من الإجراء ويُحذر من أنه لا ينبغي إجراؤه بدون أخصائي مُحترف. لا يزال الوشم الصلبوي تعديلًا جديدًا للجسم، وبالتالي فإنَّ التأثيرات طويلة الأمد المحتملة لم تظهر بعد.

## قانونيًا
أقرَّ مجلس شيوخ أوكلاهوما في عام 2009 ميلاديًا مشروع القانون رقم 844، والذي قدمه عضو مجلس الشيوخ عن ولاية أوكلاهوما كليف برانان وبدعم من أكاديمية أوكلاهوما لطب العيون، بجعل توشيم صُلبة العين إجراءًا غيرُ قانونيٍ. كما حظرت مقاطعاتُ أونتاريو الكندية (في فبراير 2017 ميلاديًا) وساسكاتشوان (في يناير 2020 ميلاديًا) توشيم صُلبة العين وزرع مجوهرات العين تحت الملتحمة.